# Engelsknøgle
Engelsk nøgle, Engelsk skiftenøgle, eller Engelsk skruenøgle er en skiftenøgle af engelsk type, hvor kæberne sidder vinkelret på skaftet, og som indstilles med en skrue i håndtaget.
Typen er ikke længere almindelig her i landet, men omtales i gamle værktøjskataloger (bl.a. C. Th. Roms fra før 1900 og set vistnok i Smith's Key). Sådanne er set anvendt, men det er mange år siden, og de er for længst afløst af den langt mere fleksible svensknøgle. Allerede i Teknisk Leksikon I (1942) siges at den engelske er næsten fortrængt af svensknøglen.
I Sydeuropa er den imidlertid stadig i udbredt anvendelse.[kilde mangler] Som et kuriosum kan nævnes at skruenøgle på spansk hedder llave inglesa, altså netop engelsk nøgle, der fint modsvarer vort brug af ordet svensknøgle.